# 陈翔公路站
陈翔公路站，原名环球乐园站、陈翔路站，位于中华人民共和国上海市嘉定区南翔镇沪嘉高速公路与古猗园路之间，北向骑跨陈翔公路，是上海地铁11号线的地铁车站。该站是中国大陆第一个在已运营地铁线路上新建的车站，由中铁四局集团有限公司承建。本站现作为第二批试行“闸机常开”模式的车站之一。
陈翔公路站原名中的环球乐园原是上海市郊的一个大型游乐园，但后因财政问题而于2000年倒闭，嘉定区政府打算将此地块转为居住和公共建设用地，故预留此站，因此當時的站名仅为标示车站而用，後來改名陈翔公路站。陈翔公路站最終於2020年8月25日开通运营。

## 车站结构
陈翔公路站設于马陆站与南翔站之间，地处沪嘉高速公路与古猗园路之间，车站全长212米、宽24米，总建筑面积0.8万平方米。车站风雨棚设计为卵圆形，与11号线全线形式统一，装修设计以“简装修”作为设计理念，呈现简约、简洁的现代装饰风格。
陈翔公路站共设两层，其中地面层为站厅层，站厅层分为南厅和北厅，南北厅各设出入口两个；地上二层为站台层，为侧式站台。站台长度140米，站台宽度为3.5米、两侧站台均设3组自动扶梯。车站站台中部还设置了带有空调的候车室，并配有无障碍设施，如无障碍电梯、无障碍导盲带、无障碍卫生间。

### 楼层分布
| 地上二层 | 侧式站台，右侧开门 | 侧式站台，右侧开门                          | 侧式站台，右侧开门 | 侧式站台，右侧开门 |
|          | ①站台              | █ 11号线 往嘉定北或花桥（马陆）             |                    |                    |
|          | ②站台              | █ 11号线 往迪士尼（南翔）                   |                    |                    |
|          | 侧式站台，右侧开门 |                                             |                    |                    |
| 地面层   | 站厅及出入口       | 1-4出入口、票务服务、自动售票机、人工服务台 |                    |                    |

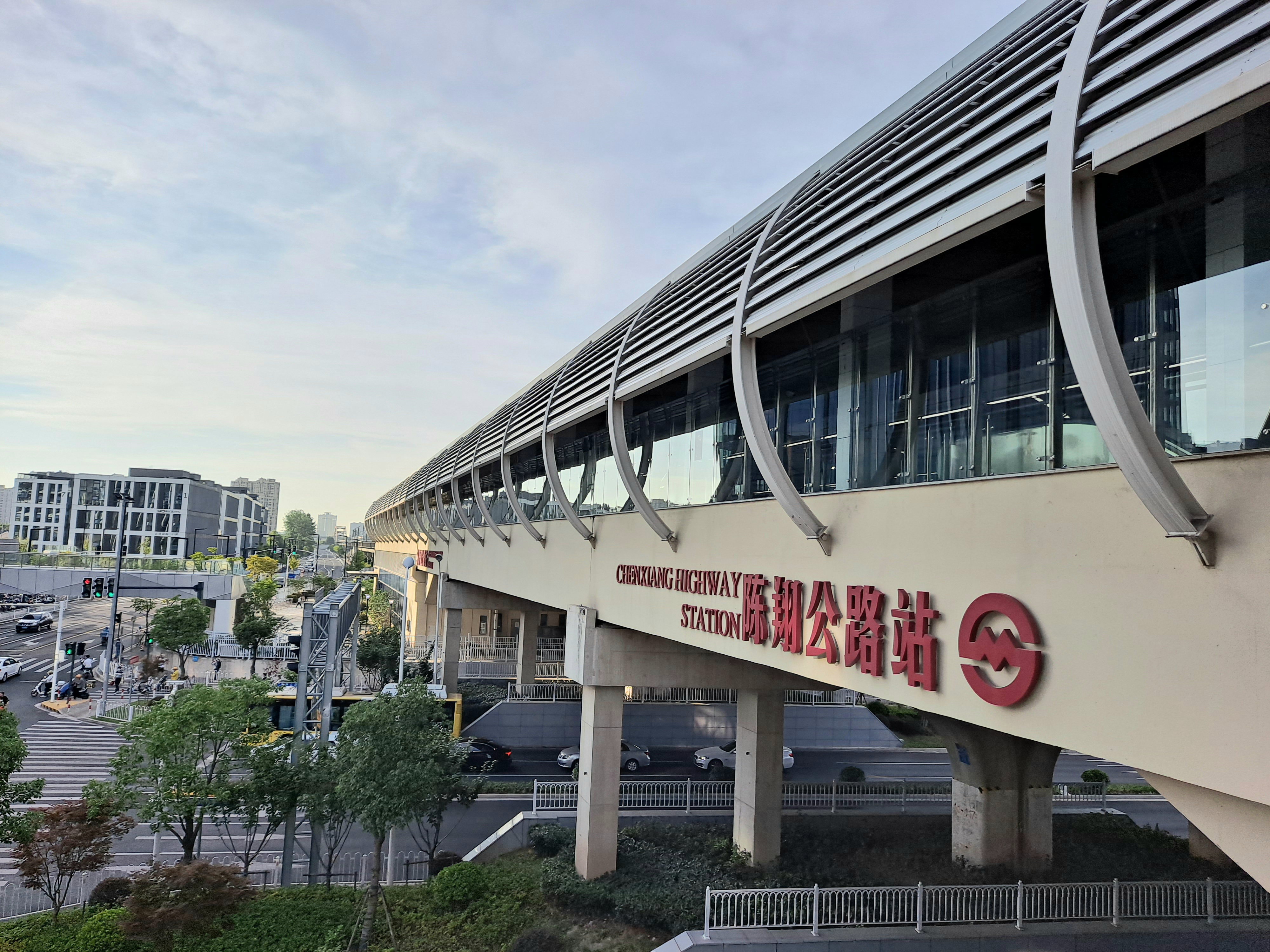
外观
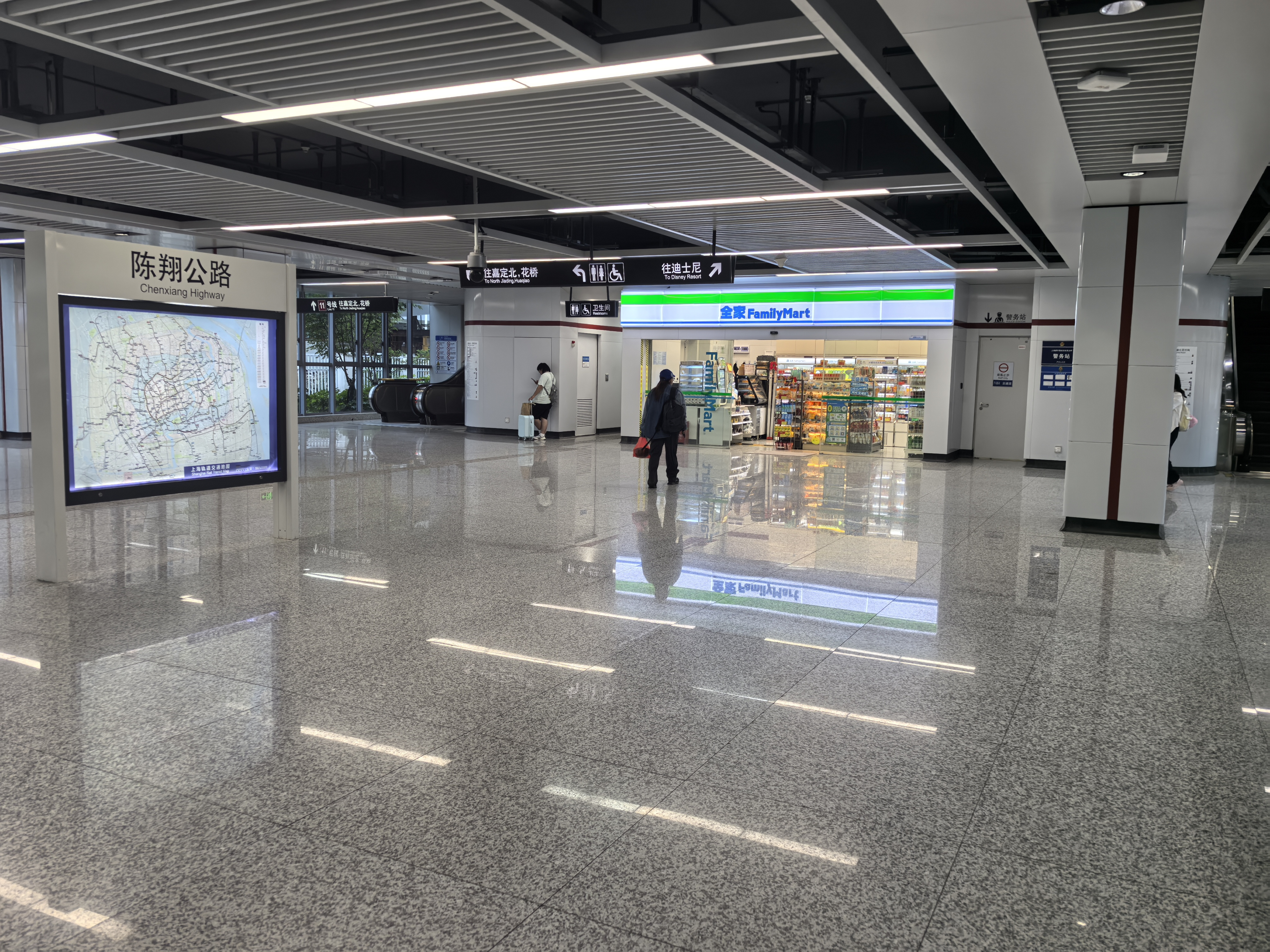
站厅
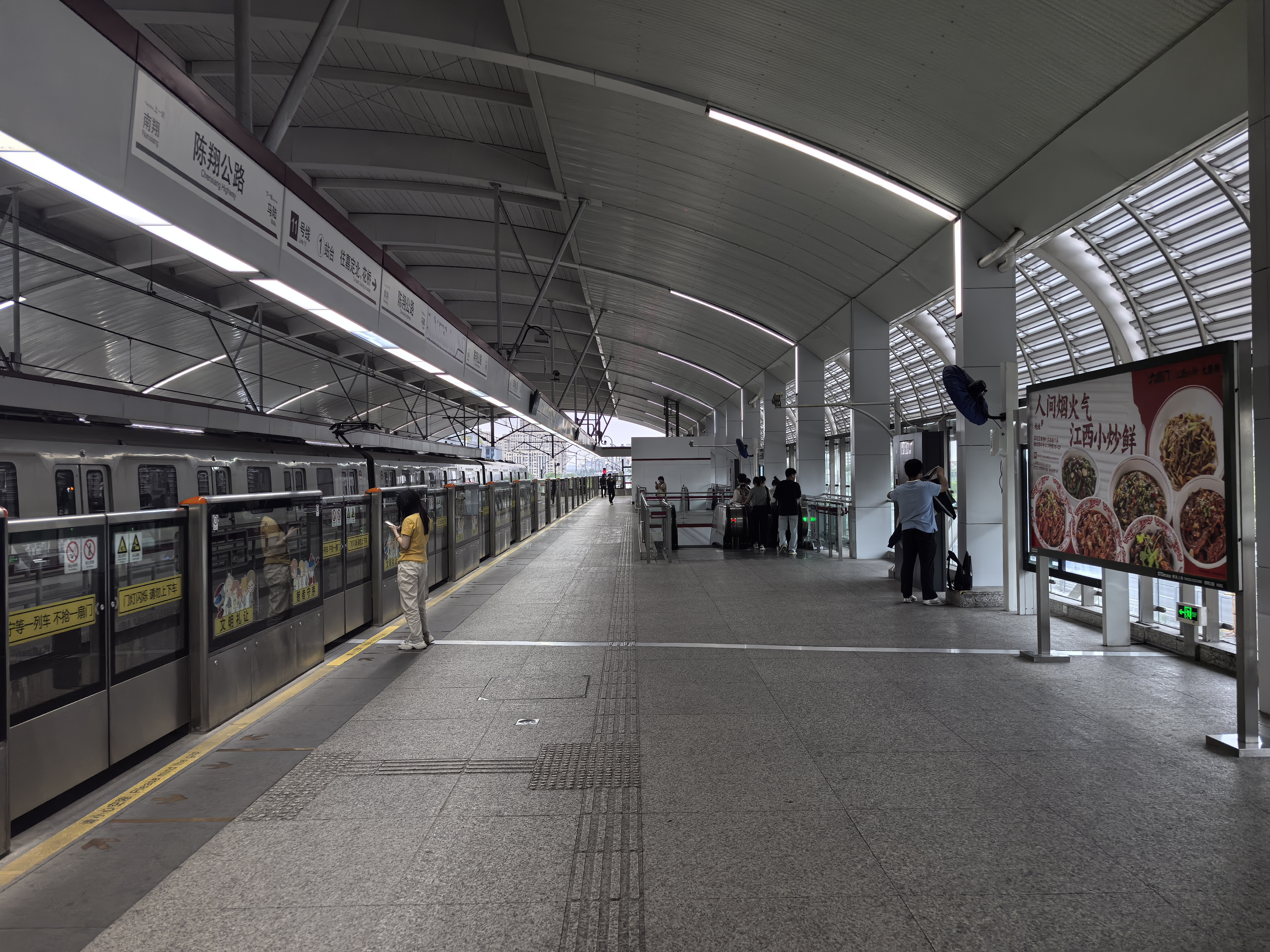
1号站台，往嘉定北或花桥方向
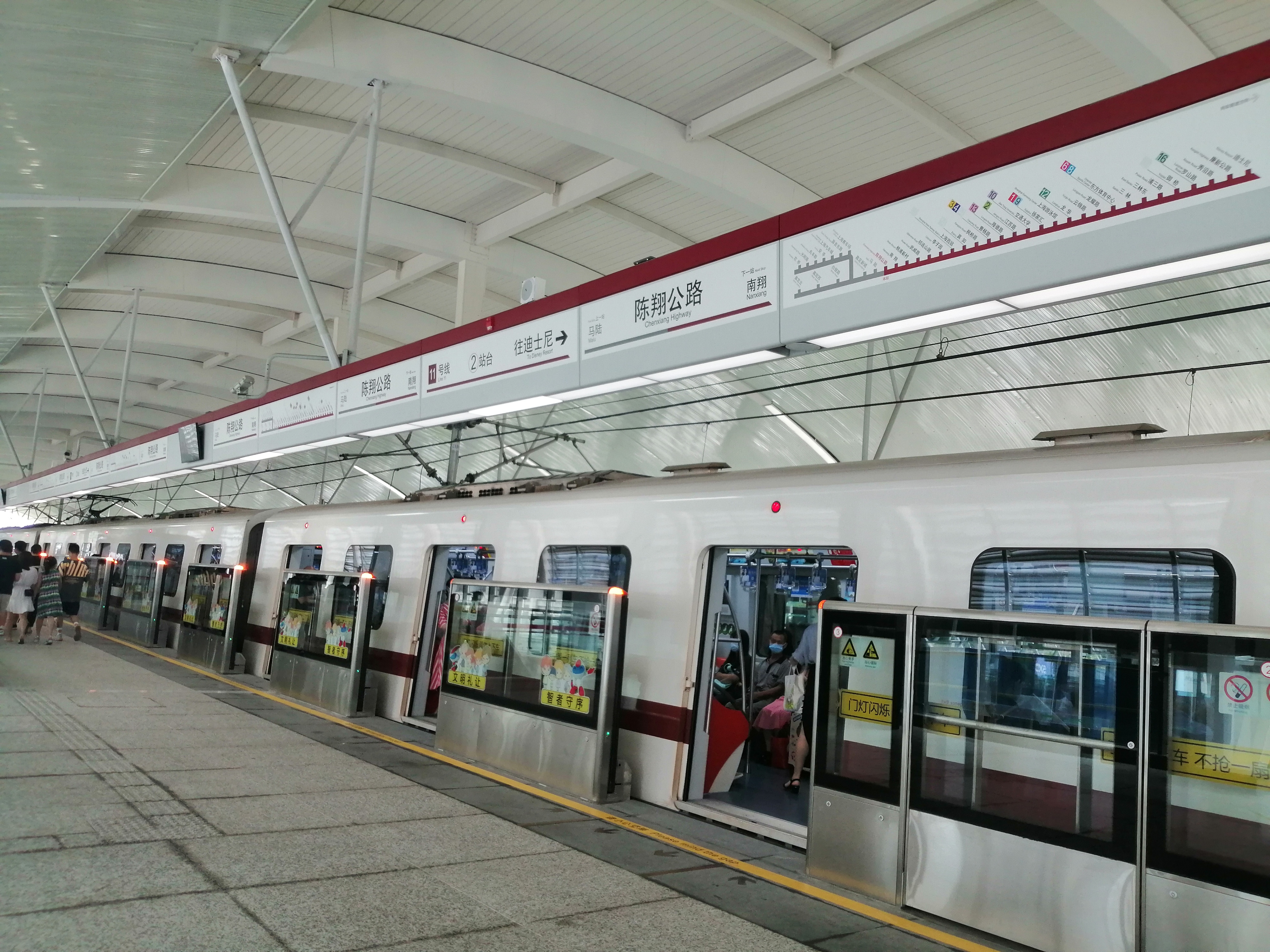
开往迪士尼方向的列车停靠在车站2站台

### 车站出口
陈翔公路站共有4个出入口，各出入口如下所示：
| 出口编号 | 出口指示                     | 照片 |
| -------- | ---------------------------- | ---- |
| 1 · 出口 | 陈翔公路                     |      |
| 2 · 出口 | 陈翔公路                     |      |
| 3 · 出口 | 古猗园路、陈翔公路、公交枢纽 |      |
| 4 · 出口 | 古猗园路、陈翔公路           |      |

## 接驳交通

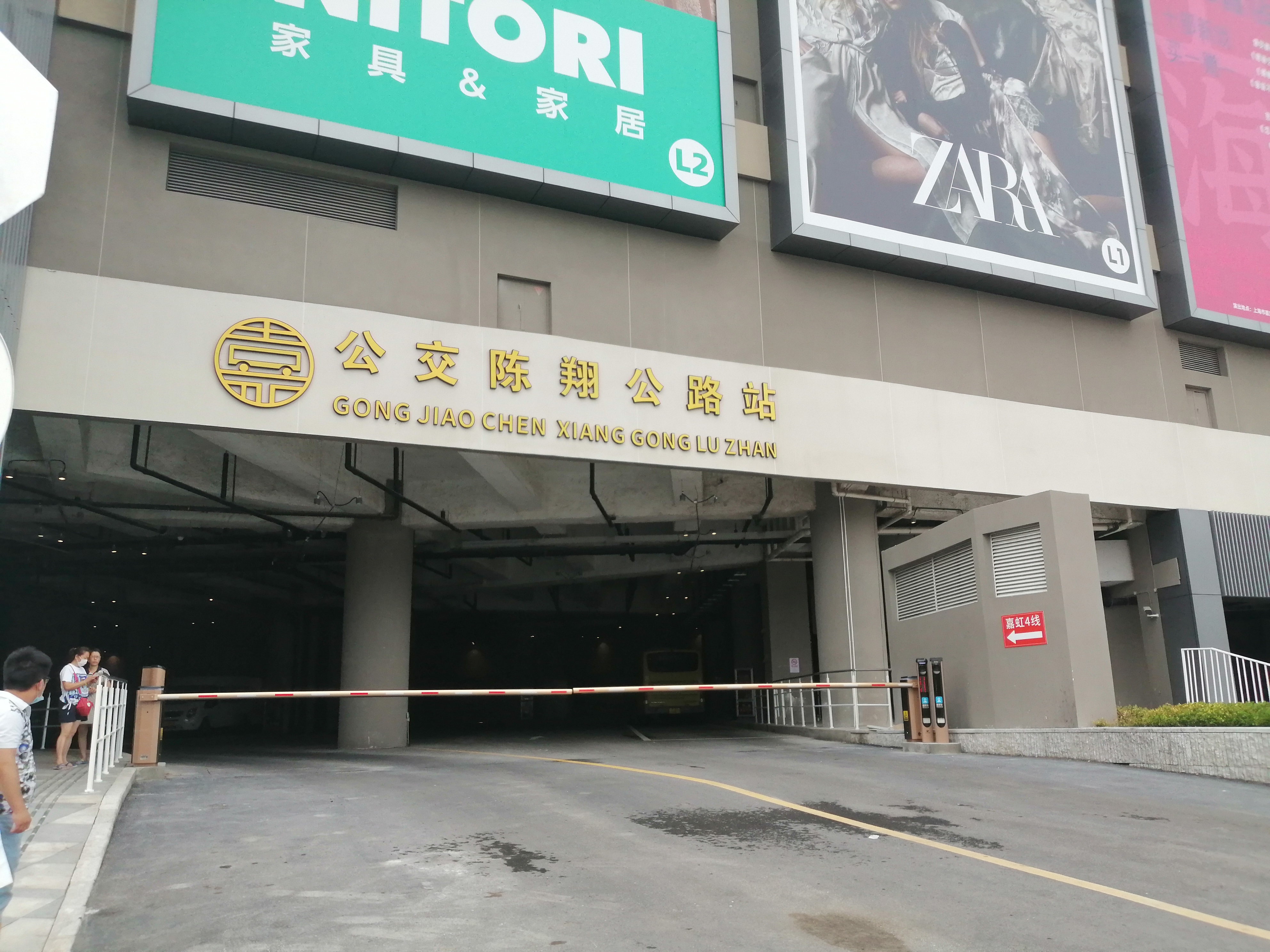
位于车站附近的公交枢纽站，设有公交路线接驳

为配合车站开通，嘉定区对2条既有南翔地区线路进行路线调整，其中嘉定115路（雅翔路车站开往南翔北火车站）改道途经陈翔公路德园路，嘉定125路（开往南翔北火车站）终点站迁至公交陈翔公路站，2022年12月8日新辟的嘉定133路开往乐惠路车站。此外新开通一条本站始发往虹桥枢纽的嘉虹4线。

### 起讫线路
| 公交陈翔公路站 | 公交陈翔公路站 | 公交陈翔公路站 | 公交陈翔公路站 | 公交陈翔公路站 |
| 编号           | 路线           | 路线           | 路线           | 备注           |
| -------------- | -------------- | -------------- | -------------- | -------------- |
| 嘉定125路      | 南翔北火车站   | ⇆              | 公交陈翔公路站 | 原南翔6路      |
| 嘉定133路      | 乐惠路车站     | ⇆              | 公交陈翔公路站 |                |

### 途经线路
| 陈翔公路德园路 | 陈翔公路德园路 | 陈翔公路德园路 | 陈翔公路德园路 | 陈翔公路德园路 |
| 编号           | 路线           | 路线           | 路线           | 备注           |
| -------------- | -------------- | -------------- | -------------- | -------------- |
| 嘉定115路      | 南翔北火车站   | ⇆              | 雅翔路车站     | 原南翔3路      |
| 嘉定133路      | 乐惠路车站     | ⇆              | 公交陈翔公路站 |                |

## 利用状况
本站邻近云翔大型居住社区及南翔东社区。在本站启用前，附近社区的居民若要搭乘地铁，需要花较长时间前往之前较近的南翔站或马陆站乘车。本站启用后，附近社区的居民可以就近前往本站乘车，以缓解该区域出行较为不便的局面，方面周边居民轨道交通出行，逐步形成充足稳定的客源及强劲的交通需求。车站启用后，亦会对周边地区城市功能起到重要的作用。

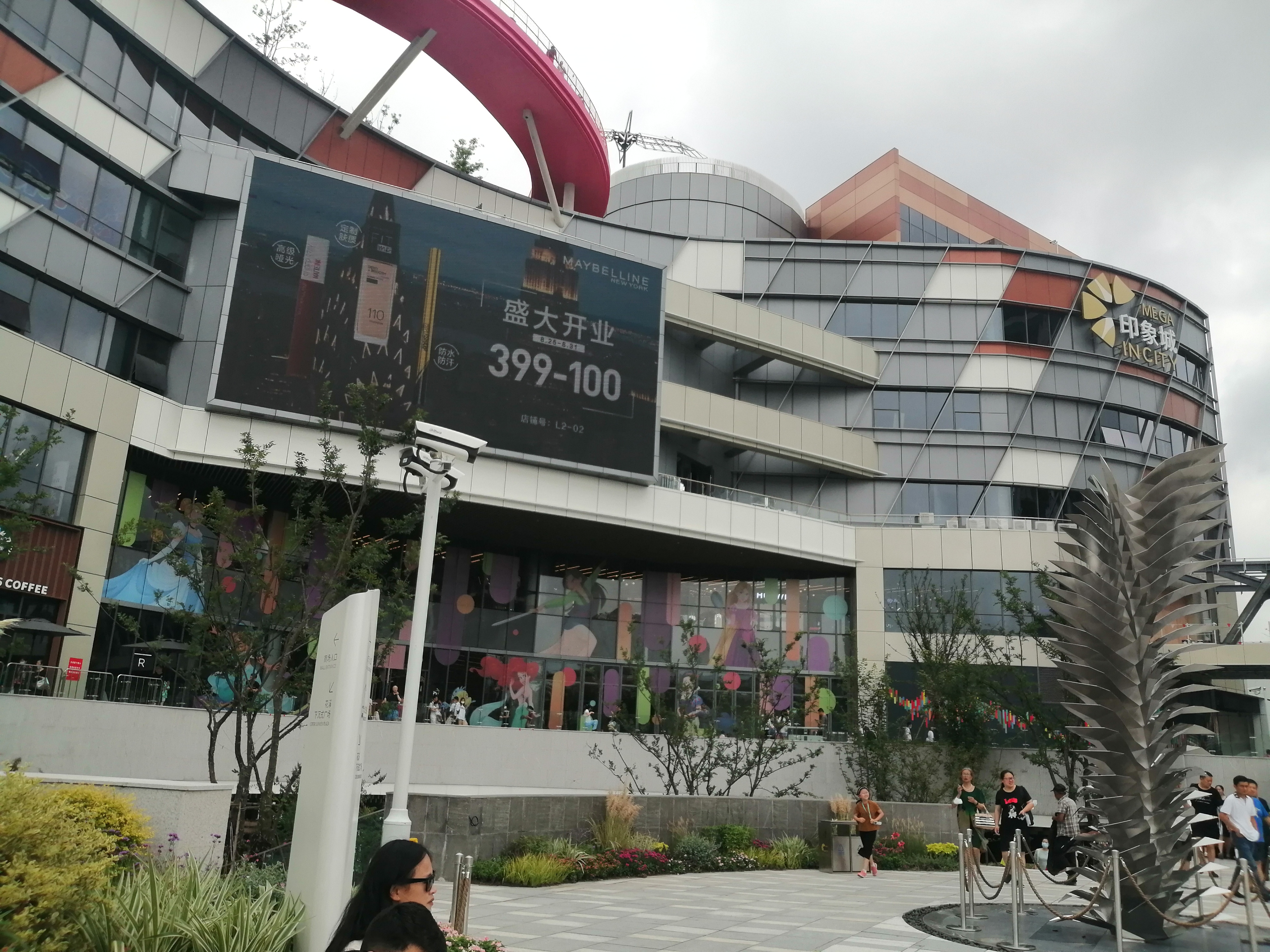
车站附近的南翔印象城MEGA购物中心

此外，本站同时邻近南翔印象城MEGA购物中心（与陈翔公路站启用同一天开幕），乘客可从商场与车站的跨街廊道出站直达。由于商场吸引大量客流，且邻近本站，因此车站亦会出现大量人潮。

## 历史
最早11号线建设时在今日车站北侧数百米的地方预留了一个地基和部分设备，后来车站的位置南移到陈翔公路路口，此预留结构遂废弃，但此处仍然留有部分未能被搬走的设备。
2014年12月31日，工程可行性研究报告获上海市发展和改革委员会批复。
2018年1月，车站工程开工，涉及通信、信号、供电、接触网、消防、给排水、电梯及站台门等16个机电系统。车站于2019年6月4日凌晨完成长达1606米区间内的全部接触网接驳。该工程由中铁四局电气化公司承建，是中国首个在运营高架线路上新增车站的机电安装工程，同时也是换线距离最长的一次接触网工程。为确保既有线路正常运营，施工均在夜间进行。
2020年7月5日5时50分，车站进入初期运营前的运营图演练阶段。列车在本站停靠（但是不办理上下客作业），并进行信号联动测试。为确保演练顺利，11号线同步启用新运行图，并调整首末班车时间。
2020年8月25日5时53分，随着由嘉定北站始发往迪士尼站方向的首班车进入陈翔公路站站台，标志着陈翔公路站正式开通运营。